# Tanah Abang (Dżakarta Centralna)
Tanah Abang – dzielnica Dżakarty Centralnej. W dzielnicy znajduje się m.in. wielofunkcyjny stadion Gelora Bung Karno. 

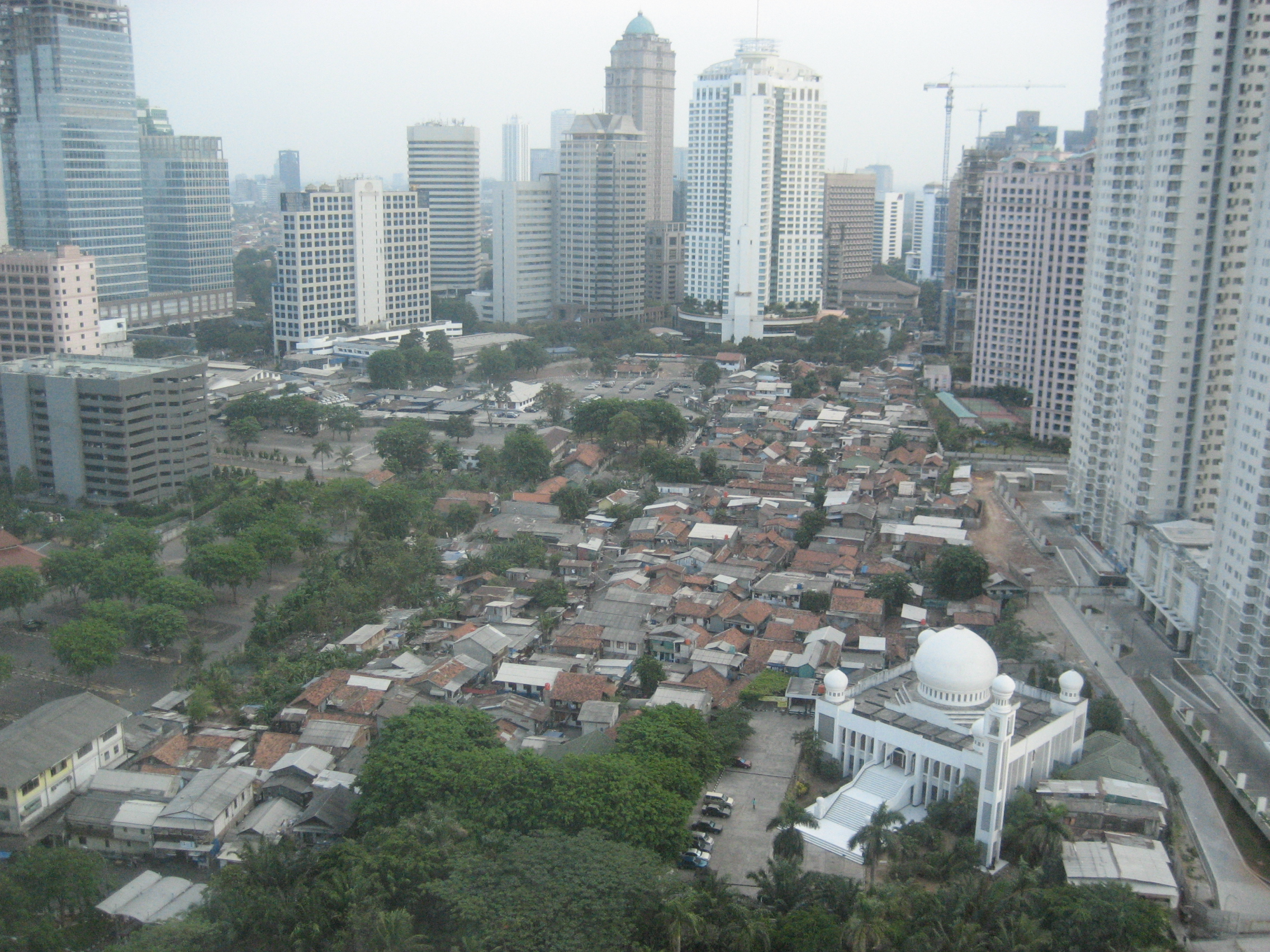
Widok na Tanah Abang

## Podział
W skład dzielnicy wchodzi siedem gmin (kelurahan):
- Bendungan Hilir – kod pocztowy 10210
- Karet Tengsin – kod pocztowy 10220

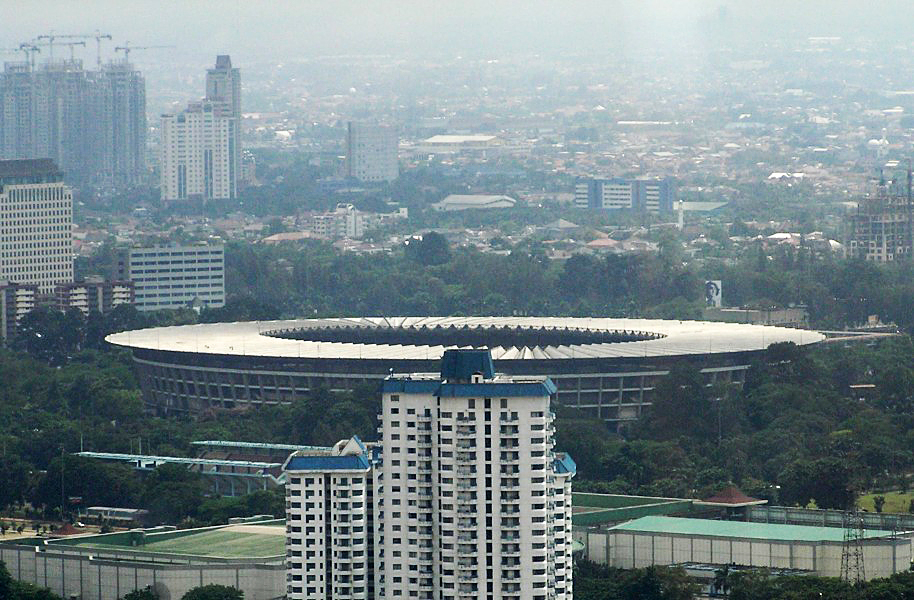
Stadion Gelora Bung Karno

- Kebon Melati – kod pocztowy 10230
- Kebon Kacang – kod pocztowy 10240
- Kampung Bali – kod pocztowy 10250
- Petamburan – kod pocztowy 10260
- Gelora – kod pocztowy 10270